# 비엘라

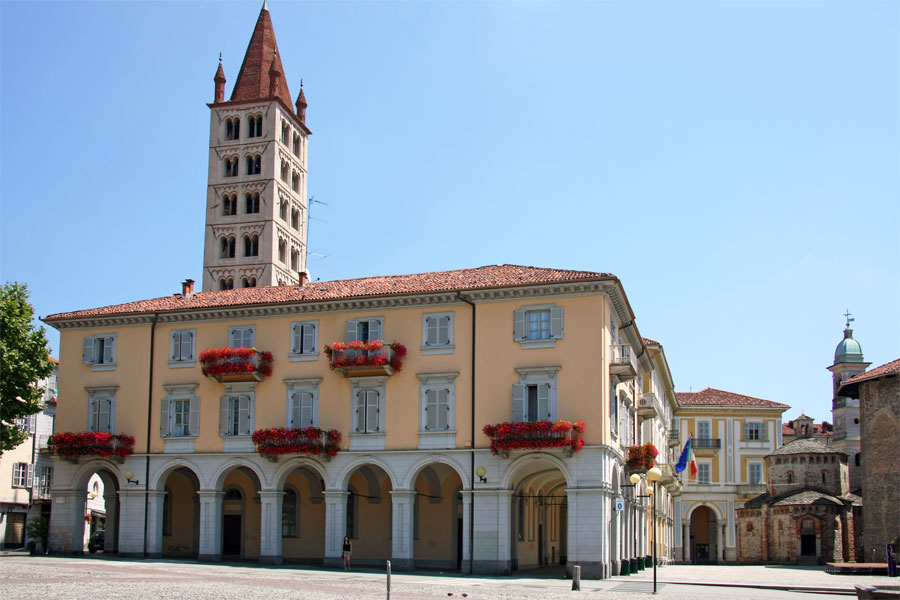
비엘라 풍경

비엘라(이탈리아어: Biella)는 이탈리아 북서부 피에몬테주의 도시로, 비엘라현의 현도이다. 면적은 46.69 km2, 인구는 45,016 (2014)이다.